# Biełaruski Student
Biełaruski Student (biał. Беларускі студэнт) – białoruskojęzyczne czasopismo społeczno-polityczne i literackie wydawane w 1923 roku w Pradze w Czechosłowacji. Jego głównym celem było umacnianie świadomości narodowej Białorusinów i wspieranie walki o niezależną białoruską państwowość. Na jego łamach zamieszczano informacje o wydarzeniach politycznych i społecznych w Polsce ze szczególnym uwzględnieniem części zamieszkanej przez białoruską mniejszość narodową, a także w ZSRR. Periodyk opisywał życie białoruskich emigrantów, publikował artykuły poświęcone walce o odrodzenie i niezależność Białorusi. Drukowano w nim utwory literacko-publicystyczne na temat historii białoruskiego ruchu narodowo-demokratycznego (Pamiż dwuch ahniou, Za szto? W. Trywicza, Sud u Biełastoku nad 45 biełarusami i inne). Poświęcano uwagę białoruskiej kulturze i filologii. W jego skład wchodziły rubryki: Z haziet, Knihapis, Chronika. Wśród autorów pisma był Jan Stankiewicz, który posługiwał się w nim pseudonimem B. Skarynicz. Ogółem ukazało się 7 numerów pisma.